# Hartwig Bleidick
Hartwig Bleidick (ur. 26 grudnia 1944 w Soest) – niemiecki piłkarz grający na pozycji obrońcy, reprezentant kraju, olimpijczyk.

## Kariera piłkarska
Hartwig Bleidick karierę piłkarską rozpoczął w juniorach Soester SV, w których grał do 1968 roku. W tym samym roku wraz z drużyną Westfalii dotarł do ćwierćfinału Länderpokalu, w którym 24 lutego 1968 roku w Ingolstadt odpadli po przegranej 1:2 po dogrywce w drużyną Bawarii, mającą w składzie takich zawodników, jak m.in.: Erhard Ahmann, Dieter Mietz, Friedhelm Schulte, Dieter Zorc.
W 1968 roku podpisał amatorski kontrakt z występującą w Bundeslidze Borussią Mönchengladbach i od razu został podstawowym zawodnikiem drużyny Źrebaków pod wodzą trenera Hennesa Weisweilera. Debiut zaliczył 17 sierpnia 1968 roku w wygranym 3:1 wyjazdowym meczu inauguracyjnej kolejki sezonu 1968/1969 z Borussią Dortmund. W sezonie 1968/1969 rozegrał wszystkie 34 mecze (wraz z Herbertem Läumenem, Bertim Vogtsem i Herbertem Wimmerem), w których zdobył 3 gole, a Źrebaki sezon 1968/1969 zakończyły rozgrywki ligowe na 3. miejscu. Jednak w dwóch następnych sezonach: 1969/1970 i 1970/1971 zdobył z Źrebakami mistrzostwo Niemiec.
Bleidick również błyszczał w europejskich pucharach: w meczach z angielskim Evertonem Liverpool, włoskim Interem Mediolan, szkockim FC Aberdeenem oraz 1. FC Köln. Najważniejszym meczem w karierze Bleidicka był rozegrany 20 października 1971 roku domowy mecz II rundy Pucharu Europy z włoskim Interem Mediolan (tzw. Meczem puszki), w którym Źrebaki wygrały 7:1. W 28. minucie meczu napastnik Nerazzurrich – Roberto Boninsegna został trafiony puszką coca-coli i został zniesiony z boiska, w wyniku czego mecz został unieważniony i tydzień po przegranym 4:2 3 listopada 1971 roku meczu rewanżowym, 1 grudnia 1971 roku w Berlinie Zachodnim mecz został powtórzony i zakończył się bezbramkowym remisem.
W sezonie 1971/1972 Źrebaki rozgrywki ligowe zakończyły na 3. miejscu. Ostatni mecz w Bundeslidze rozegrał 16 grudnia 1972 roku w przegranym 3:0 wyjazdowym meczu 17. kolejki kończącej rundę jesienną sezonu 1972/1973 z VfB Stuttgart. W sezonie 1972/1973 Źrebaki w Bundeslidze zajęły 5. miejsce, a w Pucharze Niemiec w finale rozegranym 23 czerwca 1973 roku na Rheinstadion w Düsseldorfie wygrały 2:1 po dogrywce z 1. FC Köln (Bleidick nie grał), natomiast w Pucharze UEFA również dotarły do finału, w którym przegrały rywalizację z angielskim Liverpoolem FC (0:3, 2:0 – Bleidick w finale nie grał, rozegrał 6 pierwszych meczów w tym turnieju). Po sezonie 1972/1973 Bleidick odszedł z klubu.
Następnie reprezentował barwy: Borussii Lippstadt (1973-1975) oraz ponownie Soester SV, w którym w 1982 roku zakończył piłkarską karierę.
Łącznie w Bundeslidze rozegrał 114 meczów, w których zdobył 6 goli.

## Kariera reprezentacyjna
Hartwig Bleidick w latach 1968–1972 w amatorskiej reprezentacji RFN rozegrał 32 mecze (8. miejsce Ex aequo z Dieterem Zorciem, w których zdobył 2 gole, Debiut zaliczył 2 lipca 1968 roku w Reykjavíku z amatorską reprezentacją Islandii, a także był uczestnikiem turnieju olimpijskiego 1972 w Monachium, na którym amatorska reprezentacja RFN pod wodzą trenera Juppa Derwalla zakończyła udział na 5. miejscu, a Bleidick wystąpił w 3 meczach: w pierwszej rundzie w Grupie A 29 sierpnia 1972 roku z reprezentacją Maroka (3:0), 31 sierpnia 1972 roku z reprezentacją Stanów Zjednoczonych (7:0) oraz w drugiej rundzie w Grupie 1 4 września 1972 roku z reprezentacją Meksyku (1:1) i to był ostatni mecz Bleidicka w amatorskiej reprezentacji RFN.
Natomiast w seniorskiej reprezentacji RFN pod wodzą selekcjonera Helmuta Schöna w 1971 roku rozegrał 2 mecze: 12 czerwca 1971 roku na Wildparkstadion w Karlsruhe w wygranym 2:0 meczu eliminacyjnym mistrzostw Europy 1972 z reprezentacją Albanii (zastąpił w 90 minucie Bertiego Vogtsa) oraz 22 czerwca 1971 roku w wygranym 7:1 meczu towarzyskim z reprezentacją Norwegii (zastąpił w 51 minucie Franza Beckenbauera).

## Statystyki

### Reprezentacyjne
| Reprezentacja | Rok     | Mecze | Gole |
| ------------- | ------- | ----- | ---- |
| RFN           | 1971    | 2     | 0    |
| Łącznie       | Łącznie | 2     | 0    |

| Mecze i gole w reprezentacji | Mecze i gole w reprezentacji | Mecze i gole w reprezentacji | Mecze i gole w reprezentacji | Mecze i gole w reprezentacji | Mecze i gole w reprezentacji | Mecze i gole w reprezentacji |
| Lp.                          | Data                         | Miasto                       | Przeciwnik                   | Wynik                        | Rozgrywki                    | Uwagi                        |
| ---------------------------- | ---------------------------- | ---------------------------- | ---------------------------- | ---------------------------- | ---------------------------- | ---------------------------- |
| 1.                           | 12.06.1971                   | Karlsruhe                    | Albania                      | 2:0                          | El. Euro 1972                | od 90'                       |
| 2.                           | 22.06.1971                   | Oslo                         | Norwegia                     | 7:1                          | Mecz towarzyski              | od 51'                       |

## Sukcesy
Borussia Mönchengladbach
- Mistrzostwo Niemiec: 1970, 1971
- 3. miejsce Bundeslidze: 1969, 1972
- Puchar Niemiec: 1973
- Finał Pucharu UEFA: 1973

## Po zakończeniu kariery
Hartwig Bleidick w 1969 roku z powodzeniem ukończył kurs nauczyciela piłki nożnej pod kierunkiem Hennesa Weisweilera w Deutsche Sporthochschule Köln w Kolonii. Po zakończeniu kariery piłkarskiej przez kilka lat był nauczycielem sportu w Ostendorf-Gymnasium w Lippstadt, potem przeszedł na emeryturę.